# Commissariat aux Affaires Maritimes
Le Commissariat aux affaires maritimes (ci-après « CAM ») est l'administration publique chargée du registre public maritime des navires battant pavillon luxembourgeois (ci-après « le registre »).
À l'origine, le CAM était placé sous l'autorité du Ministère des Transports. Cette dernière changea en 2004 et fut reçue par le Ministère de l'Économie et du Commerce extérieur à l'occasion d'une restructuration gouvernementale, faisant suite aux élections législatives organisées la même année.

## Histoire
Le registre et le CAM furent officiellement créés par la loi du 9 novembre 1990,. Cette loi fut modifiée et complétée à deux reprises, une première fois en 1992 et une seconde fois en 1994.
En 2000, le CAM reçut la certification ISO 9001, et le Luxembourg fut placé sur les listes blanches (en matières de Port State Control et STCW) ce qui pouvait être considéré comme signe de qualité.

## Divers
- En septembre 2011, le Luxembourg a été le 5e pays de l’Union européenne à ratifier la convention du travail maritime de l'Organisation internationale du Travail.
- Dans le but d’éliminer les navires sous-normes ou vétustes, la loi de 1990 prévoit qu’aucun navire dépassant 15 ans d’âge ne peut faire l’objet d’une première immatriculation au registre (sauf dérogation ministérielle).
- Le Luxembourg prend part à l’opération « EUNAVFOR ATALANTA » depuis juin 2011 et  depuis août 2013 met à disposition un avion de patrouille du type Fairchild SW3 Merlin par un contrat avec une entreprise privée.
- Plusieurs armateurs ont décidé d’implanter des structures plus ou moins importantes au Luxembourg, dont, Jan De Nul Group, Cobelfret (de), DEME (en) et Bourbon.

## Développement
Rapports d'activité du ministère de l'Économie et du Commerce extérieur :
| Année | Nombre de navires | Déplacement total (gt) | Principaux types de navires par nombre de navires                                            | Principaux types de navires par déplacement                                                                  |
| ----- | ----------------- | ---------------------- | -------------------------------------------------------------------------------------------- | --- |
| 2012  | 243               | 1.821.384              | 61 Ravitailleurs offshore et remorqueurs 58 Navires Passagers 42 Dragues                     | porte-conteneurs : 533.793 gt Dragues: 433.725 gt RORO : 375.697 gt                                          |
| 2011  | 236               | 1.692.186              | 61 Navires Passagers 53 Ravitailleurs offshore et remorqueurs 32 Dragues                     | Porte-conteneurs: 534.234 gt Dragues: 390.757 gt RORO: 290.210 gt                                            |
| 2010  | 228               | 1.657.728              | 70 Navires Passagers 45 Ravitailleurs offshore et remorqueurs 26 Porte-conteneurs            | Porte-conteneurs: 684.129 gt Dragues: 308.035 gt RORO: 297.184 gt                                            |
| 2009  | 209               | 1.665.076              | 76 Navires Passagers 29 Dragues 25 Ravitailleurs offshore et remorqueurs                     | Porte-conteneurs: 662.988 gt RORO: 322.432 gt Dragues: 219.896 gt                                            |
| 2008  | 188               | 1.249.022              | 89 Navires Passagers 21 Dragues 19 Navires citernes de gaz, produits chimiques ou pétroliers | Porte-conteneurs: 340.652 gt RORO: 254.299 gt Dragues: 213.436 gt                                            |
| 2007  | 155               | 994.066                | 74 Navires Passagers 23 Dragues 21 Navires citerne de gaz, produits chimiques out pétroliers | RORO: 228.325 gt Vraquiers : 226.003 gt Navires citerne de gaz, produits chimiques ou pétroliers: 205.888 gt |
| 2006  | 144               | 861.669                | 77 Navires Passagers 22 Navires citerne de gaz, produits chimiques et pétroliers 15 Dragues  | Navires citerne de gaz, produits chimiques ou pétroliers: 223.178 gt RORO: 186.199 gt Vraquiers: 175.395 gt  |
| 2005  | 131               | 611.522                | 75 Navires Passagers 22 Navires citerne de gaz, produits chimiques ou pétroliers 11 Dragues  | Navires citerne de gaz, produits chimiques ou pétroliers: 213.411 gt RORO: 137.033 gt Vraquiers: 131.022 gt  |
| 2004  | 136               | 820.374                | 76 Navires Passagers 23 Navires citerne de gaz, produits chimiques ou pétroliers 11 Dragues  | Navires citerne de gaz, produits chimiques ou pétroliers: 306.059 gt RORO: 208.992 gt Dragues: 123.260 gt    |